# Polka Dziadek
Polka Dziadek, Dziadek Polka, Dziadek − utwór muzyczny skomponowany w formie polki. Polka Dziadek jest popularną europejską melodią ludową, która upowszechniła się na świecie. Zazwyczaj jest znana jako Polka Klarnetowa i ma wiele wariantów.

## Geneza
Ludowy utwór anonimowego autora, szczególnie popularny w Bawarii i Austrii jako Klarinetten Muckl lub A Hupfata (gwarowe "ein Gehüpfter", czyli „skakany”).  Utwór powstał na terenie dzisiejszej Austrii pod koniec XIX wieku.
Klarinetten Muckl ukazał się po raz pierwszy drukiem już w 1906 roku w wiedeńskim wydawnictwie J. Weinbergera, w zbiorze „znanych (!) utworów i tańców” (Eine Sammlung bekannter Vortragsstücke und Tänze) opracowanych na akordeon przez Ottona Thirsfelda. W zbiorku tym znajduje się sześć utworów, w tym Poemat Zdenka Fibicha. Jako autor Klarinetten Muckl figuruje „Anonymus” (egzemplarz pierwodruku znajduje się w Austriackiej Bibliotece Narodowej w Wiedniu).
Tytuł A Hupfata pojawia się po raz
pierwszy na okładce płyty szelakowej: nagranie zostało dokonane w 1907 roku przez Kapelę 14 Bawarskiego Pułku Piechoty (w: Österreichisches Volksliedarchiv).

## Popularność w Polsce
Popularność w Polsce Polka zdobyła dzięki Karolowi Namysłowskiemu, który ów ludowy, anonimowy utwór zaaranżował na potrzeby swojego zespołu i dla owej aranżacji właśnie (ale nie dla ludowej melodii nieznanego autora!) zastrzegł w 1913 roku prawa autorskie. Zasługą Namysłowskiego było także spopularyzowanie Klarinetten Muckl w będącej pod zaborem rosyjskim części dawnej Polski, a także zapewne w Imperium Rosyjskim. W 1971 utwór został sygnałem Lata z Radiem Programu 1 Polskiego Radia i mocno spopularyzował się w Polsce. W 2018 polkę zaaranżował dla radia Andrzej Smolik.